# Янаул (Новоянзігітівська сільська рада)
Янау́л (рос. Янаул, башк. Яңауыл) — присілок у складі Краснокамського району Башкортостану, Росія. Входить до складу Новоянзігітівської сільської ради.
Населення — 51 особа (2010; 79 у 2002).
Національний склад:
- башкири — 86 %

Стара назва — Міняєвка.